# Hotline Bling
«Hotline Bling» — це пісня, записана канадським репером Дрейком, яка є головним синглом з його четвертого студійного альбому Views (2016). Пісня зарахована як бонус-трек на альбомі. Він був доступний для цифрового завантаження 31 липня 2015 року через Cash Money, Young Money і Republic.
Музичні критики похвалили презентацію емоційної сторони Дрейка, а також його постановку, але розкритикували його тексти. Через два місяці було випущено музичне відео, зняте Director X; згодом він набув популярності на YouTube і породив кілька пародій. Пісня була включена в кілька опитувань критиків наприкінці року.
«Hotline Bling» досяг другого місця в US Billboard Hot 100. Він також досяг третього місця в рідній для Дрейка Канаді та Великобританії. Пісня отримала нагороду за улюблену реп/хіп-хоп пісню на American Music Awards 2016. Він також отримав дві перемоги на премії «Греммі» 2017 року за найкращу реп-пісню та найкраще реп-виконання.

## Композиція
«Hotline Bling» — це поп і R&B пісня, написана Дрейком і Nineteen85, останній з яких також продюсував пісню. Пісню було створено в ре мінор із темпом 135 ударів на хвилину за загальним часом з акордовою прогресією Bbmaj7 – Am7. Ця пісня була безпосередньо натхненна піснею DRAM «Cha Cha» і спочатку розглядалася як ремікс, прем’єра пісні на Beats 1 OVO Sound Radio як «Hotline Bling (Cha Cha Remix)». Інструментальна частина пісні містить семпли R&B-співака Тіммі Томаса 1972 року «Why Can't We Live Together».

## Музичне відео

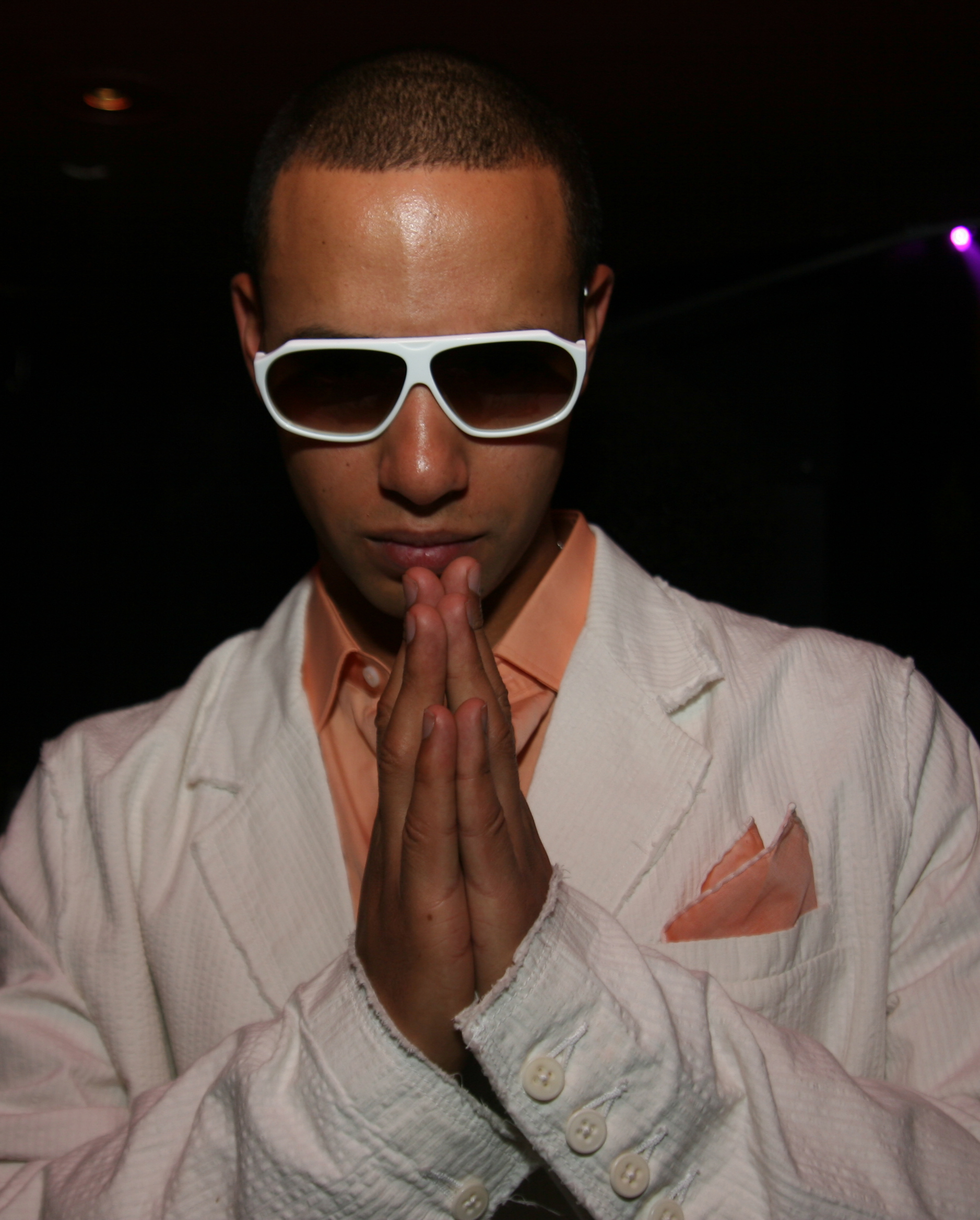
Це було шосте відео, зняте Director X за участю Дрейка.

4 жовтня 2015 року Дрейк анонсував відеокліп на цей трек у своєму акаунті в Instagram. Натхненням для відео став кліп Шона Пола «Gimme The Light». Відео було профінансовано компанією Apple Inc. і випущено 19 жовтня 2015 року через Apple Music за тимчасовою угодою про ексклюзивність. Відео режисера Director X було створено під натхненням від творчості американського художника Джеймса Туррелла. X заявив, що сподівається, що відео надихне чоловіків більше танцювати.
Rap-Up написав, що Дрейк «показує, наскільки ввічливим він може бути своїми рухами» у цьому відео. Еван Мінкер з Pitchfork назвав це «досить мінімальним кліпом». Сайт також назвав «Hotline Bling» сьомим найкращим музичним відео 2015 року.
Відео, яке надихнуло на створення багатьох мемів і пародій, включаючи рекламу від T-Mobile під час Super Bowl 50 з участю самого Дрейка (де представники стільникового оператора намагаються змусити Дрейка додати застереження до пісні). Тексти допомогли пісні піднятися в хіт-параді згідно з NME. Ця пісня була спародійована в епізоді Saturday Night Live «Donald Trump/Sia», в якому Трамп ненадовго співав і танцював, граючи бухгалтера Дрейка. Одним із найпопулярніших мемів, створених із музичного відео, є Wii Shop Bling, суміш між Hotline Bling і музичною темою для Wii Shop Channel.

## Оцінка критиків
Пісня отримала неоднозначні відгуки. Леор Галіл з Chicago Reader високо оцінив гру Дрейка в "Hotline Bling", заявивши, що він "звучить образливо, знехтувано і збентежено, навіть коли він наставляє свого колишнього", і що "важко уявити, щоб хтось інший виконав таку пісню з той самий запал». Джейсон Грін із Pitchfork вибрав «Hotline Bling» як «Найкращий новий трек дня», похваляючи його «приглушений і інтимний» ритм і оголосивши його «запинною, болючою піснею» про чоловіка, який «надто стурбований» за жінку. це може бути "переписання" "Roxanne" The Police. Бред Вете з NPR назвав пісню «надзвичайно привабливою та вологою з відображенням бу-ху», написавши, що «в музичному плані вона мерехтить яскравими органними рифами та може похвалитися басовою лінією, яка підходить для гри в клубах», тоді як у її тексті Дрейк «глибоко дивуючись вголос, направляючи ревнивого колишнього в усіх нас». Ріан Дейлі з NME описав «просту та мінімальну» продукцію треку як «вторинну щодо емоцій Дрейка». Журнал Rolling Stone поставив «Hotline Bling» під номер 3 у своєму списку на кінець року, щоб знайти 50 найкращих пісень 2015 року. Billboard поставив «Hotline Bling» на друге місце в опитуванні критиків на кінець року за 2015 рік: «У тріо безкоштовних подарунків, які Дрейк випустив на SoundCloud у липні, «Hotline Bling» був єдиним треком, який не отримав диссу. Підкріплена тропічною, захоплюючою мелодією, "Hotline Bling" знаходить Дрейка, який віддає реп і співає від душі для нічного кохання по телефону. Запис викликав певний драматизм, спочатку його називали реміксом на пісню віргінського репера DRAM «Cha Cha». Однак, MVP Торонто влаштував свій танець для надвірусного відео, спародійованого всіма від кандидата в президенти Дональда Трампа до члена ради Торонто Норма Келлі.  Pitchfork назвав «Hotline Bling» другою найкращою піснею 2015 року після «Alright» Ламара. Time назвав «Hotline Bling» восьмою найкращою піснею 2015 року. The Village Voice назвав «Hotline Bling» найкращим синглом, випущеним у 2015 році за результатами щорічного опитування критиків Pazz & Jop. У 2021 році вона була включена під № 373 у «500 найкращих пісень усіх часів» за версією Rolling Stone.
«Hotline Bling» також отримав критику за сприймане сексистське та контрольоване ставлення, виражене оповідачем-чоловіком до своєї колишньої жінки. Еллісон Шиффман із Bullett заперечила над «супер сексистським текстом», пояснивши, що «хоча [пісня] оформлена як стара добра стара «Чому я більше не подобаюся?» «Мелодія Дрейка», що насправді означає: «Ти весь час хотів мене збити, а тепер, коли я залишив 6, ти жив власним життям, і я не погоджуюся з цим». Тахіра Хейрстон із Fusion написала, що в пісні «Дрейк засмучений тим, що його колишня пішла далі», але оскільки він «вибирає поблажливо ганьбити її» та «диктувати, де їй місце, а що ні», це «виходить настільки дріб’язковим, що ти забуваєш, що його почуття поранені».
Канадський співак Джастін Бібер записав кавер-версію пісні та випустив її 30 жовтня 2015 року. На церемонії вручення музичних нагород iHeartRadio Music Awards 2016 альтернативна версія була номінована як найкращий кавер на пісню. Репер Lil Wayne випустив власну версію пісні зі свого мікстейпу No Ceilings 2. Співачка Еріка Баду випустила переписану пісню зі свого мікстейпу 2015 року But You Caint Use My Phone під назвою «Cel U Lar Device».  Американська співачка Біллі Айліш випустила кавер на пісню «Hotline Bling» як бі-сайд «Party Favor» на рожевому 7-дюймовому вінілі 21 квітня 2018 року, приурочивши того року до Дня магазину звукозаписів. У червні 2018 року кавер-версія Айліш була випущена для цифрового завантаження та потокового передавання Darkroom та Interscope Records. Сем Мур з NME описав жанр кавер-версії «Hotline Bling» Айліш як «делікатний інді-поп». Відредагована версія кавер-версії Айліш була випущена як цифровий сингл 9 травня 2023 року.
У грудні 2015 року журнал W завантажив відео з 13 знаменитостями, які читають текст пісні. Пісня була представлена в епізоді «Вона мститься» з «Американської історії жахів: Готель». «Hotline Bling» була темою реклами Super Bowl 50 для T-Mobile, у якій Дрейка перебивають керівники постачальника мобільних телефонів, які прагнуть «покращити» текст. Варіація танцю Дрейка в музичному відео була включена в розділ для кількох гравців Uncharted 4: A Thief's End 2016 року, перейменований на «Bling Bling». Цей танець також фігурує у фільмі Destiny 2014 року, який згадується лише як «Дивний танець». У Heroes of the Storm є ігровий персонаж, на ім'я Дехака, чий танець також імітує танець Дрейка. 24 березня 2017 року відбулася прем’єра короткометражного фільму «День червоного носа», який став продовженням фільму 2003 року «Реальна любов», у якому Г’ю Грант повторив свої танцювальні навички під «Hotline Bling».
Танцювальні рухи у музичному відео також надихнули на початок аніме Keep Your Hands Off Eizouken!, згідно з інтерв’ю Crunchyroll одному з його аніматорів, Абелю Гонгорі.

## Комерційне виконання
«Hotline Bling» увійшов до чарту US Billboard Hot 100 від 22 серпня 2015 року під номером 66. Його дебют у хіт-парадах був зумовлений насамперед продажами цифрових завантажень: за перший тиждень було продано 41 000 примірників. Пісня незабаром стала першою топ-10 Дрейка за два роки, коли пісня досягла дев'ятого місця. Відтоді він посів друге місце в чарті від 24 жовтня 2015 року, ставши другим найпопулярнішим синглом у чартах як провідний виконавець із «Best I Ever Had», який посів друге місце у 2009 році. Пісня займала друге місце протягом п’яти тижнів поспіль, поступаючись «The Hills» The Weeknd і «Hello» Адель. Станом на лютий 2016 року пісня була продана тиражем понад 2 мільйони копій у Сполучених Штатах. "Hotline Bling" залишався в першій десятці цього чарту протягом дев'ятнадцяти тижнів, перш ніж випав з нього 13 лютого 2016 року.
У Сполученому Королівстві «Hotline Bling» посіла третє місце в чарті синглів Великобританії, ставши піснею Дрейка, яка займала найвище місце в чартах (на той час) як головного виконавця. Пісня також посіла вершину R&amp;B-чарту Великобританії. 27 листопада 2015 року «Hotline Bling» отримав золотий сертифікат Британської фонографічної індустрії.

## Чарти
| Chart (2015–2017)                                                               | Peak position |
| ------------------------------------------------------------------------------- | ------------- |
| Австралія (ARIA)                                                                | 2             |
| Австралія (ARIA) Urban Singles                                                  | 2             |
| Австрія (Ö3 Austria Top 75)                                                     | 19            |
| Бельгія (Ultratop Flanders)                                                     | 8             |
| Бельгія Urban (Ultratop Flanders)                                               | 1             |
| Бельгія (Ultratop Wallonia)                                                     | 5             |
| Канада (Canadian Hot 100)                                                       | 3             |
| Чехія (IFPI)                                                                    | 69            |
| Чехія (Singles Digitál Top 100)                                                 | 11            |
| Данія (Tracklisten)                                                             | 5             |
| Dominican Republic (Monitor Latino)                                             | 11            |
| Фінляндія (Suomen virallinen lista)                                             | 14            |
| Франція (SNEP)                                                                  | 9             |
| Німеччина (Media Control AG)                                                    | 18            |
| Угорщина (Single Top 40)                                                        | 8             |
| YEAR AND WEEK MANDATORY FIELDS FOR IRISH CHARTS                                 | 8             |
| Ізраїль (Media Forest)YEAR AND WEEK MANDATORY FIELDS FOR ISRAELI AIRPLAY CHARTS | 3             |
| Італія (FIMI)                                                                   | 9             |
| Lebanon (Lebanese Top 20)                                                       | 8             |
| Mexico Airplay (Billboard)                                                      | 9             |
| Mexico Streaming (AMPROFON)                                                     | 3             |
| Нідерланди (Dutch Top 40)                                                       | 9             |
| Нідерланди (Mega Single Top 100)                                                | 6             |
| Нова Зеландія (RIANZ)                                                           | 14            |
| Норвегія (VG-lista)                                                             | 11            |
| ПОМИЛКА: НЕ ВКАЗАНО ПАРАМЕТР chartid У ПОЛЬСЬКОМУ ЧАРТІ                         | 82            |
| Португалія (AFP)                                                                | 6             |
| Шотландія (Official Charts Company)                                             | 12            |
| Словаччина (IFPI)                                                               | 81            |
| Словаччина (Singles Digitál Top 100)                                            | 5             |
| Південна Африка (EMA)                                                           | 3             |
| Іспанія (PROMUSICAE)                                                            | 12            |
| Швеція (Sverigetopplistan)                                                      | 12            |
| Швейцарія (Media Control AG)                                                    | 13            |
| Велика Британія (UK Singles Chart)                                              | 3             |
| Велика Британія (UK R&B Chart)                                                  | 1             |
| США (Billboard Hot 100)                                                         | 2             |
| США (Hot Dance Airplay) (Billboard)                                             | 6             |
| США (Hot R&B/Hip-Hop Songs) (Billboard)                                         | 1             |
| США (Mainstream Top 40) (Billboard)                                             | 2             |
| США (Rhythmic) (Billboard)                                                      | 1             |

| Chart (2015)                         | Position |
| ------------------------------------ | -------- |
| Australia (ARIA)                     | 43       |
| Australia Urban (ARIA)               | 9        |
| Canada (Canadian Hot 100)            | 43       |
| France (SNEP)                        | 90       |
| Hungary (Single Top 40)              | 100      |
| Italy (FIMI)                         | 84       |
| Netherlands (Dutch Top 40)           | 67       |
| Netherlands (Single Top 100)         | 78       |
| UK Singles (OCC)                     | 40       |
| US Billboard Hot 100                 | 30       |
| US Hot R&B/Hip-Hop Songs (Billboard) | 8        |
| US Rhythmic (Billboard)              | 26       |

| Chart (2016)                         | Position |
| ------------------------------------ | -------- |
| Australia Urban (ARIA)               | 18       |
| Belgium (Ultratop Flanders)          | 100      |
| Belgium (Ultratop Wallonia)          | 79       |
| Canada (Canadian Hot 100)            | 25       |
| France (SNEP)                        | 76       |
| Italy (FIMI)                         | 58       |
| Spain (PROMUSICAE)                   | 70       |
| Switzerland (Schweizer Hitparade)    | 73       |
| UK Singles (OCC)                     | 90       |
| US Billboard Hot 100                 | 24       |
| US Hot R&B/Hip-Hop Songs (Billboard) | 6        |
| US Mainstream Top 40 (Billboard)     | 48       |
| US Rhythmic (Billboard)              | 36       |

| Chart (2010–2019)                    | Position |
| ------------------------------------ | -------- |
| US Billboard Hot 100                 | 92       |
| US Hot R&B/Hip-Hop Songs (Billboard) | 18       |

## Сертифікація
| Регіон                                                                                          | Сертифікація          | Продажі    |
| ----------------------------------------------------------------------------------------------- | --------------------- | ---------- |
| Австралія (ARIA)                                                                                | 7× Платиновий         | 490 000    |
| Бельгія (BEA)                                                                                   | Платиновий            | 20 000     |
| Канада (Music Canada)                                                                           | Платиновий            | 10 000^    |
| Данія (IFPI Denmark)                                                                            | Платиновий            | 60 000^    |
| Франція (SNEP)                                                                                  | Платиновий            | 0          |
| Німеччина (BVMI)                                                                                | Золотий               | 200 000    |
| Італія (FIMI)                                                                                   | 3× Платиновий         | 150 000    |
| Мексика (AMPROFON)                                                                              | 3× Платиновий+Золотий | 210 000    |
| Нова Зеландія (RIANZ)                                                                           | Золотий               | 7500*      |
| Польща (ZPAV)                                                                                   | Платиновий            | 20 000     |
| Португалія (AFP)                                                                                | Платиновий            | 10 000     |
| Іспанія (PROMUSICAE)                                                                            | Платиновий            | 40 000     |
| Швеція (IFPI Sweden)                                                                            | 3× Платиновий         | 120 000    |
| Велика Британія (BPI)                                                                           | 2× Платиновий         | 1 200 000  |
| США (RIAA)                                                                                      | Діамантовий           | 10 000 000 |
| *продажі, що базуються лише на сертифікаціях ^відвантаження, що базуються лише на сертифікаціях |                       |            |

## Історія випуску
| Країна | Дата               | Формат               |
| ------ | ------------------ | -------------------- |
| США    | 31 липня 2015 року | Цифрове завантаження |

## Дивіться також
- Carrie &amp; Lowell Live з кавером на пісню Суф’яна Стівенса